# Pogonotriccus venezuelanus
El  orejerito venezolano (Pogonotriccus venezuelanus) también denominado atrapamoscas cerdoso venezolano o atrapamoscas de cerdas venezolano es una especie de ave paseriforme de la familia Tyrannidae, perteneciente al género Pogonotriccus, anteriormente colocada en el género Phylloscartes por diversos autores. Es endémico del norte de Venezuela.

## Distribución y hábitat
Se distribuye por la cordillera costera del norte de Venezuela, desde Carabobo hacia el este hasta Caracas y en las montañas del interior del sur de Aragua y sur de Miranda.
Esta especie es considerada bastante común en sus hábitats naturales: los estratos medio y bajo de bosques montanos y sus bordes, principalmente entre los 800 y los 1400 m de altitud.

## Estado de conservación
El orejerito venezolano ha sido calificado como casi amenazado por la Unión Internacional para la Conservación de la Naturaleza (IUCN) debido a la sospecha de que su población, todavía no cuantificada, pueda estar en decadencia dentro de su pequeña zona de distribución. Sin embargo, esta zona no está severamente fragmentada o restringida a pocas localidades.

## Sistemática

### Descripción original
La especie P. venezuelanus fue descrita por primera vez por el ornitólogo alemán Hans von Berlepsch en 1907 bajo el mismo nombre científico; su localidad tipo es: «Puerto Cabello, Venezuela».

### Etimología
El nombre genérico masculino «Pogonotriccus» se compone de las palabras del griego «pōgōn, pōgonōs» que sinifica ‘barba’, y «τρικκος trikkos»: pequeño pájaro no identificado; en ornitología, triccus significa «atrapamoscas tirano»; y el nombre de la especie «venezuelanus» se refiere al país de origen: Venezuela.

### Taxonomía
Esta especie, que exhibe características morfológicas y comportamentales diferenciadas, ya era situada en el género Pogonotriccus por el Congreso Ornitológico Internacional (IOC),  así como por diversos otros autores, y en Phylloscartes por otros. Finalmente, los amplios estudios genéticos de Harvey et al. (2020) confirmaron que Phylloscartes y Pogonotriccus constituyen dos clados diferentes. Sobre estas evidencias, el Comité de Clasificación de Sudamérica (SACC), en la Propuesta No 959 reconocío la inclusión de esta y otras especies en Pogonotriccus.
Es monotípica.